# Căutarea de senzații
Conceptul de căutare de senzații (CS) a fost lansat de Marvin Zuckerman și se referă la faptul că există diferențe individuale în ceea ce privește preferința stimulării senzoriale. Astfel, există oameni care preferă o stimulare puternică și de aceea manifestă în comportamentul lor o mai mare dorință de senzații decât cei care preferă o stimulare senzorială slabă. 
CS este o trăsătură definită de căutarea de experiențe și senzații variate, noi, complexe și intense și acceptarea de riscuri fizice, sociale, legale și financiare pentru trăirea acestor experiențe. (Zuckerman, 2001).
La baza CS stă noțiunea de nivel optim al stimulării senzoriale. Zuckerman a realizat niște experimente legate de deprivarea senzorială în care participanții s-au oferit voluntari să-și petreacă între 1 și 24 de ore într-o cameră întunecată și izolată fonic.

## Scala de căutare de senzații
Metoda standard de măsurare a trăsăturii de CS este scala căutarii de senzații (SCS - Sensation Seeking Scale). Aceasta a cunoscut mai multe variante, cea mai utilizată fiind Forma a V-a, care constă în 4 subfactori, fiecare evidențiind o fațetă diferită a CS, denumiți: Căutarea de aventură și pericol, Căutarea de experiențe, Dezinhibiție și Predispoziția la plictiseală, fiecare dintre aceștia fiind evidențiat de către 10 itemi. 

### Căutarea de pericol și aventură
Se exprimă prin dorința persoanei de a se angaja în sporturi sau alte activități care implică elemente de viteză sau pericol. Se pare că acest factor este legat de dorință de arousal provocat de senzații kinestezice produse de viteză și pericol, acest factor fiind corelat pozitiv cu un nivel slab de evitare a pericolului (harm avoidance).(Finn, 2002)

### Căutarea de experiențe
Se definește prin plăcerea de a călători, nonconformism în vestimentație și comportament, folosirea cannabisului și a drogurilor halucinogene, asocierea cu persoane neobișnuite și neconvenționale, cât și orientarea către artă și muzică moderne care produc senzații puternice. Căutătorul de experiențe are capacitatea să devină stimulat fără influențe externe.

### Dezinhibiția
Constă în pierderea inhibițiilor sociale și se exprimă prin: consumul de alcool în exces, varietate în partenerii sexuali, petrecerile "dezlănțuite" și jocurile de noroc. Este preferat alcoolul în locul drogurilor pentru că produce pierderea inhibițiilor sociale. La acest factor este prezentă căutarea de diversitate în senzații sexuale, în timp ce la factorul de căutare de experiențe acesta lipsește. Aceasta nu se întâmplă pentru că cei care caută experiențe sunt inhibați, ci pentru că ei tind să descurajeze acest tip de "sex la întâmplare", punând accentul mai mult pe "dragoste".

### Predispoziția la plictiseală
Încorporează nevoia de schimbare și diversitate mai mult decât oricare dintre ceilalți factori. Mai mult decât căutarea de situații noi, pare că implică o aversiune mare față de repetarea experiențelor, munca de rutină și predictibilă sau față de oamenii plictisitori. (Pettijohn, 1997)

## Cercetări actuale
Mai de curând decat SCS a fost realizată o singură scală, numită "Căutarea impulsivă de senzații" - CIS (în cadrul Zuckerman and Kuhlman’s Personality Questionnaire - ZKPQ), care este o combinație de itemi care măsoară tendința de a acționa fără un plan preliminar și alte adaptări ale itemilor din SCS care verifică nevoia generală de excitare fără a se menționa interese sau activități specifice. (Zuckerman, 2001). CS și CIS au fost corelate semnificativ cu factorul "Căutare de noutate" (CN) din cadrul "Temperament and Character Inventory" a lui Cloninger (Zuckerman si Cloninger, 1996). Măsurarea CS și CN au arătat legături puternice ale acestora cu comportamentul antisocial, personalitatea antisocială și abuzul de substanțe (Zuckerman si Cloninger, 1996). Finn și colab. (2000) și Finn (2002) definesc un factor numit căutare de excitație (excitement seeking), care se manifestă prin emoții pozitive atunci când persoana se află în situații unde activitățile sunt mai puțin predictibile și unde există oportunități pentru angajarea în anumite activități apetitive cum ar fi activități sexuale (flirt, contact sexual), consum de alcool sau droguri și activități sociale care sunt puțin predictibile. Căutarea de excitație este echivalentă combinației dintre factorii Dezinhibiție și Susceptibilitate la plictiseală și a fost asociat mai mult decât ceilalți factori din SCS cu consumul de alcool (Finn și colab. 2000).

## Expresii comportamentale
Plecând de la definiția CS și din ceea ce este observabil în viața cotidiană, putem afirma că cei cu un scor mare la CS optează pentru comportamente care conduc la situații noi și variate, care au ca efect o activare excitatoare pentru ei și, care, în mod obișnuit au un risc atașat lor. Scorurile la CS au fost corelate de cele mai multe ori cu: consumul de alcool și alte substanțe psihotrope legale sau ilegale (Finn, 2002; Finn și colab. 2000; Johnson și Cropsey, 2000; Justus și colab., 2000; Miles și colab., 2001), activități sexuale riscante (O’Sullivan și colab., 1996; Spitalnick și colab., 2007), ocupații sau sporturi cu grad mare de risc (Cherpitel și colab., 1998; Glicksohn și Bozna, 2000) și jocul excesiv de jocuri de noroc (Zuckerman, 2005). 

### Alegeri vocaționale
Pentru "căutătorii de senzații" sunt atractive vocațiile care presupun activități variate și stimulante, care sunt aventuroase și neconvenționale. Roberti (2004) prezintă o sinteză a cercetărilor în acest domeniu. Astfel, s-a observat că bărbații cu scoruri mari la CS tind sa aleagă cariere în domeniul științific sau social, în contrast cu cei cu un scor mic, care preferă sarcini stabile și bine structurate și definite. În cazul femeilor, vocațiile tradiționale (ex.: casnică) erau corelate negativ cu scorurile la CS. De asemenea, ocupațiile de pompier sau salvamont tind să se coreleze cu un scor mai mare la "Căutarea de pericol și aventură" comparate cu cele de șofer de mașini de curse, alpinist sau parașutist, cu toate că și acestea din urmă au un scor supramediu la factorul amintit. De asemenea, s-a observat că un scor total mare la SCS au și jurnaliștii, cascadorii și chirurgii.

## Eritabilitate
Cercetări actuale (Stoel și colab., 2006) au dovedit prin mijloace statistice avansate că CS face parte din categoria trăsăturilor de personalitate cu o înaltă eritabilitate. Ei au realizat o cercetare pe aproximativ 9000 de persoane, gemeni și frați/surori ai acestora, acolo unde a fost cazul, pentru care au măsurat cei patru factori ai SCS - forma IV (cei patru factori sunt aceeași cu cei din forma V a SCS). În cercetare s-a urmărit aflarea procentajului eritabilității CS și al influențelor stabile de mediu care ating fiecare factor în funcție de sex.

## Caracteristici biochimice
Bărbații care au un scor mare la CS au niveluri mai ridicate de testosteron (Daitzman și Zuckerman, 1980). Acest fapt este consistent cu diferențele dintre bărbați și femei în ceea ce privește trăsătura de CS (Zuckerman, 2001) și cu faptul că aceasta este corelată negativ cu vârsta subiecților (Stoel și colab., 2006). Este interesant faptul că factorul Dezinhibiție din SCS este corelat și cu nivelul de androgeni precum și cu cel de estrogeni. Cu toate că factorul presupune comportamente care sunt văzute stereotipic ca fiind masculine și bărbații au scorurile cele mai mari, nu este legat strict de hormonul masculin ci și de cel feminin (Daitzman și Zuckerman, 1980). Enzima monoamină oxidază (MAO) de tip B care se găsește în plachetele sangvine este responsabilă de reglarea activității monoaminelor, în special a dopaminei și a serotoninei. Astfel, activitatea MAO este mai scăzută la cei care au un scor ridicat la CS (Zuckerman, 1980 și 2001). Pentru Zuckerman (2001), relația aceasta este consistentă cu diferențele de gen și de vârstă, având în vedere că femeile au o activitate MAO mai ridicată și că activitatea MAO crește odată cu vârsta. Fowler și colab. (1980) confirmă de asemenea prin cercetările lor că cei cu un scor mare la CS, aici persoane interesate de expediții pe munte, au o activitate scăzută a MAO din plachetele sangvine. Paaver și colab. (2006), au cercetat nivelul MAO la șoferii care au fost găsiți conducând sub influența alcoolului și la cei care au fost găsiți depășind viteza legală. La primul grup s-au descoperit corelații doar între condusul sub influența alcoolului, tipuri de impulsivitate maladaptativă și nivelul scăzut al activității MAO. Interesante sunt corelațiile dintre impulsivitate, căutarea de excitație (CE) și un nivel al activității MAO de tip B ridicat la șoferii care au depășit viteza legală. Aceste rezultate fiind cumva contrare față de punctul de vedere al lui Daitzman și Zuckerman (1980) și Zuckerman (2001) tocmai pentru faptul că CE este corelată pozitiv cu nivelul activității MAO (Paaver și colab., 2006).

## Psihofiziologia CS
Din punct de vedere psihofiziologic, diferența majoră dintre cei cu un scor CS mare și cei cu unul mic este dată de potențialul evocat (PE) cortical (cortical evoked potential). Astfel, căutarea de senzații, în special factorul Dezinhibiție, a fost corelată cu o anumită măsură a excitației cerebrale numită augmentare-reducere (A-R) (Zuckerman, Simons și Como, 1988). Astfel, o corelație puternică între nivelul stimulilor și PE este numită augmentare, în timp ce o corelație negativă sau zero este numită reducere. Diferențele A-R sunt vizibile cel mai bine la acțiunea stimulilor puternici. Aici, cei cu CS mare vor augmenta excitația corticală, în timp ce cei cu un scor CS mic vor reduce influența stimulului (Zuckerman și colab., 1988). 

## Direcții viitoare de cercetare
Conceptul discutat a început să fie utilizat din ce în ce mai mult în chestionare de cunoaștere a personalității, în accepțiunea conceptuală dată de Zuckerman dar nu numai (Zuckerman and Kuhlman’s Personality Questionnaire și Temperament and Character Inventory a lui Cloninger, ș.a.), căutarea de senzații sau de noutate fiind deja considerată o dimensiune temperamentală fundamentală (Zuckerman și Cloninger, 1996). Aceste ultime afirmații sunt întărite și de cercetările care arată că CS a fost dovedită ca făcând parte din trăsăturile cu un înalt grad de eritabilitate (Stoel și colab., 2006; Zuckerman, 2001) și de faptul că diferențele dintre căutătorii de senzații și cei cu un scor slab la SCS au o bază fiziologică (Zuckerman și colab., 1988), și nu doar una comportamentală. Ca și direcții viitoare de cercetare, interesante par corelațiile dintre căutarea de senzații și stilul de lucru sau învățare, având în vedere că "vânătorii" de senzații sau de excitație au un stil special de a lua deciziile (Finn, 2002). Este deja știut că trăsătura de CS este prezentă cu preponderență la vârstele adolescentine (Stoel și colab., 2006) și astfel apare o întrebare legată de care este cauza tendinței de scădere a nivelului trăsăturii la vârsta matură, dacă aceasta este de natură genotipică sau fenotipică și dacă tendința de dispariție a CS odată cu vârsta are și alte efecte asupra personalității. De asemenea, cercetările actuale au descoperit că o anumită genă (DRD4) a fost gasită ca responsabilă pentru 10% din varianta genetică (Zuckerman, 2001), astfel și aceasta este o direcție care probabil ne va spune mai multe despre natura CS.

## Legături externe
- Factori de ordin psihologic generatori ai infracționalității în domeniul curselor auto ilegale Arhivat în 27 mai 2014, la Wayback Machine., Revista de investigare a criminalității, Anul V Numărul 1/2012, Sebastian Florin Sandu, cij.ro
- Psihologia transporturilor. O perspectivă psihosocială, 12 ianuarie 2013, Grigore Havârneanu, books.google.ro